# British Home Championship 1890
De British Home Championship van 1890 was de 7e editie van de British Home Championship. Het toernooi werd gehouden van 9 februari tot en met 5 april 1890. Engeland en Schotland werden kampioen.

## Eindstand
| Team      | Gsp | W | G | V | DV | DT | DS  | Ptn |
| --------- | --- | - | - | - | -- | -- | --- | --- |
| Engeland  | 3   | 2 | 1 | 0 | 13 | 3  | +10 | 5   |
| Schotland | 3   | 2 | 1 | 0 | 10 | 2  | +8  | 5   |
| Wales     | 3   | 1 | 0 | 2 | 6  | 10 | –4  | 2   |
| Ierland   | 3   | 0 | 0 | 3 | 4  | 18 | –14 | 0   |

## Wedstrijden
|                                    |                                                                           |       |                         |                                                                                     |
| 8 februari 1890 «onderlinge duels» | Wales                                                                     | 5 – 2 | Ierland                 | Racecourse Ground, Wrexham Toeschouwers: 3.000 Scheidsrechter: James McKillop (SCO) |
| 8 februari 1890 «onderlinge duels» | William Owen 8' Dick Wilcock 27' David Lewis William Pryce-Jones 56', 90' |       | 11', 44' William Dalton | Racecourse Ground, Wrexham Toeschouwers: 3.000 Scheidsrechter: James McKillop (SCO) |

|                                                  |                 |       |                                   |                                                                                  |
| 15 maart 1890 «onderlinge duels» 15:30 uur (UTC) | Wales           | 1 – 3 | Engeland                          | Racecourse Ground, Wrexham Toeschouwers: 5.000 Scheidsrechter: John Walker (SCO) |
| 15 maart 1890 «onderlinge duels» 15:30 uur (UTC) | Billy Lewis 38' |       | 49' Edmund Currey Tinsley Lindley | Racecourse Ground, Wrexham Toeschouwers: 5.000 Scheidsrechter: John Walker (SCO) |

|                                                       |                   |       | |                                                                                     |
| 15 maart 1890 «onderlinge duels» 15:30 uur (UTC–0:25) | Ierland           | 1 – 9 | Engeland | Ballynafeigh Park, Belfast Toeschouwers: 3.500 Scheidsrechter: James McKillop (SCO) |
| 15 maart 1890 «onderlinge duels» 15:30 uur (UTC–0:25) | Jack Reynolds 70' |       | 15', 60', 80' Fred Geary 16' Bill Townley 40' Joe Lofthouse 46', 75' Kenny Davenport 84' Bill Townley 88' Jack Barton | Ballynafeigh Park, Belfast Toeschouwers: 3.500 Scheidsrechter: James McKillop (SCO) |

|                                                       |                                                   |       |       |                                                                                  |
| 22 maart 1890 «onderlinge duels» 15:30 uur (UTC–0:25) | Schotland                                         | 5 – 0 | Wales | Underwood Park, Paisley Toeschouwers: 7.500 Scheidsrechter: William Finlay (IRL) |
| 22 maart 1890 «onderlinge duels» 15:30 uur (UTC–0:25) | Hughie Wilson 20' William Paul 36', 43', 60', 70' |       |       | Underwood Park, Paisley Toeschouwers: 7.500 Scheidsrechter: William Finlay (IRL) |

|                                                       |                |       |                                                                            |                                                                                     |
| 29 maart 1890 «onderlinge duels» 15:30 uur (UTC–0:25) | Ierland        | 1 – 4 | Schotland                                                                  | Ballynafeigh Park, Belfast Toeschouwers: 5.000 Scheidsrechter: William Stacey (ENG) |
| 29 maart 1890 «onderlinge duels» 15:30 uur (UTC–0:25) | Jack Peden 25' |       | 10' Gilbert Rankin 50' Thomas Wyllie 70' John McPherson 80' Gilbert Rankin | Ballynafeigh Park, Belfast Toeschouwers: 5.000 Scheidsrechter: William Stacey (ENG) |

|                                                 |                    |       |                |                                                                            |
| 5 april 1890 «onderlinge duels» 15:30 uur (UTC) | Schotland          | 1 – 1 | Engeland       | Hampden Park, Glasgow Toeschouwers: 26.379 Scheidsrechter: Jack Reid (IRL) |
| 5 april 1890 «onderlinge duels» 15:30 uur (UTC) | John McPherson 37' |       | 17' Harry Wood | Hampden Park, Glasgow Toeschouwers: 26.379 Scheidsrechter: Jack Reid (IRL) |